# Обыкновенные гурами
Обыкновенные гурами (лат. Osphronemus) — род пресноводных лучепёрых рыб семейства макроподовых, единственный в подсемействе Osphroneminae.
Эти рыбы известны как промысловые или гигантские гурами и происходят из Юго-Восточной Азии, О. exodon из бассейна реки Меконг, О. laticlavius и О. septemfasciatus с Калимантана, в то время как О. goramy является относительно распространенным.
Последний вид также был интродуцирован за пределы своего природного ареала и выращивается для еды. Как предполагает одно из их названий они являются крупнейшими гурами, достигая 50—70 см в длину в зависимости от конкретного вида.

## Виды
В настоящее время существует четыре признанных вида этого рода:
- Osphronemus exodon T. R. Roberts, 1994
- Osphronemus goramy Lacépède, 1801 — настоящий гурами
- Osphronemus laticlavius T. R. Roberts, 1992 — настоящий краснохвостый гурами[источник не указан 2287 дней]
- Osphronemus septemfasciatus T. R. Roberts, 1992